# Ukraińska Partia Ludowa (1999)
Ukraińska Partia Ludowa (ukr. Українська Народна Партія, UNP) – ukraińska prawicowa partia polityczna.

## Historia
Ugrupowanie powstało w 1999 w wyniku rozłamu w Ludowym Ruchu Ukrainy z inicjatywy około połowy deputowanych NRU i byłego ministra środowiska Jurija Kostenki, który stanął na jej czele. Formacja początkowo działała pod nazwą Ukraiński Ludowy Ruch (lub w skrócie jako Ruch), w 2003 przemianowała się na Ukraińską Partię Ludową.
Przed wyborami parlamentarnymi w 2002 UNP przystąpiła do Bloku Nasza Ukraina, z ramienia którego uzyskała około 25 mandatów. W wyborach prezydenckich w 2004 ugrupowanie wsparło Wiktora Juszczenkę. W 2005 część liderów partii przeszła do nowej partii, Ludowego Związku „Nasza Ukraina” (m.in. minister Wjaczesław Kyryłenko).
W wyborach parlamentarnych w 2006 UNP wraz z dwoma niewielkimi ugrupowaniami zawiązała koalicję sygnowaną nazwiskami Jurija Kostenki i Iwana Pluszcza; sojusz w głosowaniu uzyskał 1,9% głosów i nie przekroczył wynoszącego 3% progu wyborczego. Najwyższe wyniki blok osiągnął w obwodach zachodnich.
W lipcu 2007 partia przystąpiła do koalicji Nasza Ukraina-Ludowa Samoobrona celem wspólnego startu w przedterminowych wyborach parlamentarnych. Z listy bloku do Rady Najwyższej VI kadencji ugrupowanie wprowadziło sześciu deputowanych. W 2012 działacze UNP bezskutecznie kandydowali do parlamentu z listy Naszej Ukrainy. W 2013 pojawiły się zapowiedzi połączenia UNP z częścią NRU w jednolitą partię pod historycznym szyldem, do czego ostatecznie formalnie nie doszło. Od tegoż roku partią kierował Ołeksandr Kłymenko, Jurij Kostenko powrócił na funkcję przewodniczącego w 2021.